# かんぽ財団
公益財団法人かんぽ財団（かんぽざいだん）とは、「簡易生命保険に関する諸問題についての調査研究及び調査研究に対する助成等を行うとともに、広く経済金融に関する知識の普及・発展を図り、国民の福祉の増進に寄与すること」を目的として、平成19年4月1日に簡保資金振興センターと簡易保険文化財団を統合して設立された財団法人である。

## 概要

### 組織
- 理事長 篠田政利
- 専務理事 朝倉徳浩
- 理事 川村昭和
- 理事 吉岡俊光
- 理事 表野谷勝生
- 理事 岡本壮司
- 理事 田中正一
- 監事 武田新吾

（令和元年6月6日時点）

### 所在地
東京都港区虎ノ門5-11-12虎ノ門ACTビル4Ｆ

### 主な事業
- 講演会、研究会の開催（フォーラム：年1回程度予定、セミナー：年2回程度予定）
- 簡易生命保険に関する調査、研究
- 生命保険に関する諸問題についての調査研究に対する助成及び表彰